# Верес (замък)
Замъкът Верес (на италиански: Castello di Verres) е едно от най-известните средновековни имения (манор) в регион Вале д'Аоста, Северна Италия. Построен като военна крепост от Иблет дьо Шалан през XIV век, той е един от първите примери за едноблоков замък, т.е. състоящ се от една, сграда, за разлика от по-старите имения, образувани от поредица от сгради, оградени от стени.
Стои на скалист нос, който доминира село Верес и пътя на Вал д'Аяс, от противоположната страна на река Дора Балтеа по отношение на замъка Исон. Външно изглежда като строг куб от тридесет метра от всяка страна, практически лишен от декоративни елементи.

## История

### Произход
Първите документи, удостоверяващи съществуването на замък във Верес, собственост на семейство Де Верецио, датират от 1287 г. По това време контролът върху района се оспорва между епископа на Аоста и някои благороднически фамилии – феодали на графовете на Савоя: Де Туриля, Де Арнадо и Де Верецио. По-специално последните имат през годините горчиви разногласия с епископа, които кулминират в нападението над епископския укрепен дом в Исон през 1333 г.
Към средата на XIV век Де Верецио изчезват без наследници. Така техните земи се връщат в ръцете на графовете на Савоя, които ги предоставят през 1372 г. на Иблет дьо Шалан, който се отличава със заемането на различни позиции в тяхна служба. Иблет вече е станал наследствен собственик на земите на Де Арнадо и Де Туриля. Той напълно възстановява замъка, създавайки практически непревземаема военна крепост и различна от повечето замъци от епохата на Вале д'Аоста, които се състоят от набор от сгради, оградени със стена.
Надпис на латински език върху архитрава на първата врата, намираща се веднага след изкачване от приземния етаж, напомня как завършват работите на Иблет през 1390 г.: „През 1390 г. великолепният владетел Евал, господар на Шалан, Монжове и т.н., построи този замък, когато бяха живи уважаемите господари Франсоа дьо Шалан, господар на Босонан и Шатийон, и Жан дьо Шалан, господар на Косоне, негови синове“.

### XV век
След смъртта на Иблет през 1409 г. замъкът и другите му активи преминават към сина му Франсоа, който на 15 август 1424 г. получава титлата на първи граф на Шалан от Савоя. Верес остава едно от най-важните му феоди, но той не променя съществено външния вид на замъка.
Франсоа умира през 1442 г. без мъжки наследници и оставя притежанията си на дъщерите си Маргарита и Катерина. По този начин замъкът Верес се оказва в центъра на спор за наследство между Катерина, която, размахвайки завещанието на баща си, го поисква за себе си, и някои братовчеди мъже, включително Жак дьо Шалан Аймавил, които оспорват наследството въз основа на Салическия закон, който не позволява наследяването на жени. По този начин крепостта Верес се превръща в една от крепостите на Катерина и съпруга ѝ Пиер Сарийо д'Ентро по време на битката ѝ с Жак. По традиция на деня на Пресвета Троица през 1449 г. Катерина и Пиер напуснат замъка и слизат на градския площад във Верес, където танцуват с младите хора от селото. Този епизод значително увеличава подкрепата на жителите за Катерина и се припомня всяка година в историческия карнавал на Верес.
През 1456 г. съпругът ѝ умира в засада. Катерина трябва да се предаде и нейните активи, включително феодът и замъка Верес преминават към нейния братовчед Жак дьо Шалан Аймавил, който по този начин става втори граф на Шалан.

### Крепост от XVI век
Замъкът следва съдбата на потомците на Жак дьо Шалан Аймавил, преминавайки първо към сина му Луи, след това към сина на Луи –Филибер и след това към сина на Филибер – Рене дьо Шалан, който обаче използва близкия и по-удобен замък Исон като своя резиденция.
От построяването му от Иблет около 150 години по-рано замъкът не претърпява никаква конкретна модификация или поддръжка. През 1536 г. Рене с помощта на испанския капитан Пиетро де Вале – известен военен архитект, разширява крепостта, като я адаптира към огнестрелните оръжия на времето. По този начин той нарежда да се изгради в основата на кубичната сграда защитна стена, оборудвана с контрафорси и многоъгълни кули, подходящи за използване на топове, които оборудва с артилерийски оръдия от феодалното си владение Валанжан в Швейцария. А Рене също така се дължат настоящият фронтон, достъпен чрез подвижен мост, новите кръстосани прозорци от XVI век и новите мавритански дъгови врати.
Работите са увековечени от каменна плоча, разположена над входа на фронтона, оградена от гербовете на Рене дьо Шалан (вляво от текста) и втората му съпруга Менция ди Браганса (вдясно от текста):
| „ | В годината Христова 1536 прочутият граф на Шалан Рене, барон на Бофремон, Вирьо льо Гран, Аймавил и Колини, господар на Шатийон, Сен Марсел, Исон и Валанжан, Монталто Дора, Грен, Верес и Усел, рицар на Върховния орден на Пресветото благовещение и маршал на Савоя, украси тази крепост, построена от Евал дьо Шалан, и я оборудва отвън с разширения за атака.. | “ |

### Упадък и възстановяване през XIX век
След смъртта на Рене дьо Шалан без наследници от мъжки пол през 1565 г. активите му преминават към неговия зет Джовани Федерико Мадруцо, съпруг на дъщеря му Изабела, но възниква дълъг съдебен спор с други мъжките роднини на семейство Шалан, отново поради Салическия закон, който не предвижда Изабела да може да наследи имуществото на баща си.
След това Савоя си възвръщат директния контрол над замъка Верес, използвайки го като наблюдателен център и военен гарнизон. През 1661 г. обаче херцогът на Савоя Карл Емануил II нарежда да демонтират въоръженията на замъка, за да ги прехвърли, заедно с тези на замъка Монжове, на Форт Бар, в по-стратегическа позиция за контрола на Вале д'Аоста, а имението е изоставено.
През 1696 г. съдебните спорове между наследниците на Изабела дьо Шалан и Джовани Федерико Мадруцо, и семейство Шалан най-накрая приключват. Замъкът се връща като собственост на Шалан и остава собственост на семейство Шалан до изчезването на рода през XIX век, но вече не е обитаван и упада. Здравата външна зидария издържа добре, но дървеният покрив е съборен, за да не се плаща данък, оставяйки горните етажи изложени на стихиите.
След поредица от промени в собствеността замъкът най-накрая е закупен от името на Кралство Италия през 1894 г. от Алфредо д'Андраде, тогавашният управител на паметниците на Пиемонт и Лигурия, който ръководи първоначалната му реставрация. Реставрациите, започнати от д'Андраде и по-късно продължени от Чезаре Бертеа до периода между двете световни войни, засягат по-специално изкореняването на растенията, които са израснали между стените, реконструкцията на бойниците, главите на комините, опори на врати и прозорци и първа реконструкция на покрива. След Втората световна война замъкът, обявен за национален паметник, преминава към регион Вале д'Аоста, който възстановява покрива от каменни плочи през 1980-те г. По-нататъшна реставрация е извършена през 1994 г.  
През 2004 г. замъкът е затворен, за да се даде възможност за адаптиране и надграждане на системите. След повторното му отваряне през 2007 г. може да бъде посетен самостоятелно и с гид.

## Описание
Замъкът, построен като военна крепост, стои на скалист нос с изглед към потока Евансон, който доминира село Верес.  Освен че е труден за достъп и лесно защитим, позицията му позволява да контролира селото под него, централната долина и пътя, който се изкачва по Вал д'Аяс – важен комуникационен маршрут по това време. През XVIII век историкът от Вале д'Аоста Жан-Батист дьо Тилие в своята Historique de la Vallée d'Aoste описва замъка Verrès като „И можем да кажем без преувеличение, че това е една от най-солидните и най-известните сгради, които един васал би могъл да построи във владението на суверенен принц, където самият той държи ранга на един от най-известните“, наричайки я една от най-солидните и най-известните сгради, които васал може да е построил във владението на суверенен княз.
Външно изглежда като суров кубичен блок от 30 метра от всяка страна, заобиколен в основата от стена, която обхваща целия връх на скалния връх. Стените, дебели повече от 2,5 метра, са увенчани с непрекъснат ред кронщайни, които крият отводнителен канал, а върху тях има средновековни прозорци и ренесансови кръстовидни прозорци.

### Вход
Всеки елемент от замъка изглежда е проектиран така че да направи крепостта по-отбраняема. До него се стига пеша по пътека за мулета, която се изкачва покрай планината, докато стигне до входа на градската стена, която някога е била достъпна чрез подвижен мост. Този вход, както и външната стена, са построени от Рене дьо Шалан през XVI век, както е посочено на надписа над входната врата.
Този, който следва пътеката за изкачване към замъка, винаги има дясната си страна към крепостта. Това е допълнителна предпазна мярка за защита, тъй като войниците от онова време се носели щита в лявата си ръка и следователно дясната е била най-изложената страна.
След като мине през портата, човек се озовава пред предната врата, нагоре и виейки се, за да затрудни възможното използване на таран. На това пространство се отваря портата, която води към вътрешния парк и към бастионите, едно време заети от конюшни, днес са недостъпни за посетители.
След като се мине през предната врата, се стига до караулката (торхаус), под която са били разположени затворите, днес използвана за билетна каса за посетители. Отсреща е действителният вход на замъка, затворен от дървен портал, реконструкция на оригиналния, подсилен с железни гвоздеи и ограден от двойна полукръгла и островърха дъга.

### Партерен етаж
Влизайки в замъка, човек се озовава в квадратно антре, покрито със свод със заострени дъги – допълнителен елемент на защитата на замъка. Към него се отварят няколко бойници и люк на тавана, откъдето е било възможно да се атакуват всички нашественици, хванати в капан вътре.
За да се влезе наистина в централния корпус на замъка, трябва да се премине през двоен портал, увенчан с кръгла дъга от страната към антрето и със заострена дъга от страната към вътрешния двор, някога защитен от герс, който се е намирал между двата портала.
Вътрешният двор на замъка е просто квадратно пространство, което води до двете големи зали, разположени от източната и в западната страна на замъка. Отварянето на покрива в съответствие с двора позволява по-доброто осветление на залите и събирането на дъждовна вода в голямата цистерна, разположена под него. Подът на самия двор е построен наклонен, така че да насочи цялата вода към центъра му, където се намира отворът на цистерната, така че да може да се разполага с воден резерв в случай на обсада.
Вътрешното разделение на замъка е също толкова семпло колкото и външният му вид. Приземният етаж, освен входното антре, се състои от три зали, които ограждат вътрешния двор.
Цялата източна страна на замъка е заета от голямо правоъгълно помещение, покрито с кръгъл цилиндричен свод. Това е била единствената неотопляема зала в замъка и вероятно е била използвана като склад и оръжейна. Използва се днес като бална зала по време на историческите карнавални тържества.
От другата страна е голямата западна зала, достъпна през портал и покрит със свод, и двата със заострени дъги. Тази зала, вероятно използвана като жилище и трапезария за войници и обслужващ персонал, се е отоплявала от две монументални камини и е била свързана чрез сервизен люк с кухнята, разположена от южната страна на приземния етаж, и чрез стълбище с кухнята на северозапад на горния етаж.
От тази зала също има бойница, насочена към антрето. В някои точки се издава скала: замъкът всъщност е основан върху голата скала и е невъзможно да се премахнат издатините, без да се компрометира стабилността му.

### Първи етаж
Първият етаж е бил запазен за господарите на замъка. До него се е стигало чрез изкачване на монументално стълбище с аркбутани, широки около два метра, което, започвайки от вътрешния двор, се изкачва по вътрешните стени на сградата.
Архитравът на първата врата, която се среща, когато човек се изкачва по голямото стълбище, носи гравюра, която напомня за Иблет дьо Шалан като строител на замъка през 1390 г. Вратата води към  зала, използвана като караулна, която се намира над антрето. На пода на стаята е люкът, от който е възможно да се атакуват враговете отдолу. Залата е осветена от северната страна от прозорец, от който може да се види замъкът Вила в Шалан Сен Виктор.
Тази зала води към втората кухня на гарнизона, някога свързана със залата на приземния етаж чрез стълбище. Подобно на залите отдолу и отгоре тя е снабдена с вратичка, която се отваря към празнотата в северната стена на замъка, може би нещо като авариен изход. Залата също така включва стенен килер с дупка за по-добро запазване на храната, благодарение на студа навън, и камина на стената, която граничи с благородническата трапезария, с двойна функция за готвене на храна и за отопление на съседната зала.
Кухнята води до това, което е било главната трапезария, също достъпна от голямото стълбище, което заема останалата част от западната страна на етажа. Залата се е отоплявала от два големи мангала, поставени в ъглите ѝ, и е била  свързана с люк за сервиране с кухнята от южната страна на замъка. Помещението е осветено от готически двудъгови прозорци, които гледат навън, и четиридъгов прозорец от XIV век, която се отваря към вътрешния двор.
Основната кухня, разположена от южната страна на етажа, е оборудвана с три големи камини, от които тази от страната към стълбището е с изключителни размери и първоначално е била предназначена за готвене на цели животни. Залата е покрита от свод с множество ребра, датиращ от времето на Рене дьо Шалан и с неговия герб в центъра заедно с буквите R и M – инициалите на Рене и на съпругата му Менция, единственото оригинално покритие на замъка, за разлика от останалите, които са преустроени по време на реставрациите през XX век. Източната страна на кухнята е заета от няколко вградени гардероба и голям килер, създаден в кухината на стената.
Източната страна на замъка е заета от това, което някога са били спалните на господарите, отоплявани от големи каменни камини и покрити с дървени касетни тавани, и оборудвани с общо пет стенни тоалетни, екскрементите които се падали навън върху скалите отдолу.

### Горни етажи
Вторият етаж на замъка, който може да бъде посетен по време на обиколки с екскурзовод, отразява разделението на първия етаж и вероятно е бил използван от служителите и гостите на замъка. Над главната трапезария има зала, вероятно някога използвана като заседателна. Дървеният таван и каменната камина на тази зала, както и тези на другите зали на етажа, са преустроени и реставрирани през последните десетилетия. Те всъщност се се влошили поради лошото време, на което са били изложени след събарянето на покрива на замъка. Залите от източната страна са имали две стенни тоалетни, подобни на тези на първия етаж. Стаята над кухнята в северозападния ъгъл има, подобно на тази по-долу, вратичка с изглед към външната страна, може би използвана като сервизен изход или за сигнализация.
Напълно преустроена дървена стълба свързва този етаж с подтаванското помещение. Разпределението на помещенията е същото като това на долните етажи и вероятно е било използвано от войниците и обслужващия персонал на замъка, както и като склад за камъни. От тавана е възможен достъп отвън до патрулната пътека, която минава по протежение на четирите страни на сградата с дължина от около 120 метра и която има 148 отводнителни канала, а отвътре до дървена балкон, която гледа към вътрешността двор и чийто покрив е служил като compluvium за дъждовна вода. Каменният покрив е напълно възстановен през 1980-те г.

## Замъкът в масовата култура
През 1884 г. замъкът е използван от Алфредо д'Андраде като един от моделите за Крепостта на средновековното селище в Торино, построена по случай Италианската обща художествена и индустриална изложба от същата година.
Започвайки от 1949 г., всяка година във Верес, по случай карнавала, се припомня епизодът, по време на който на 31 май 1449 г. Катерина дьо Шалан и нейният съпруг Пиер д'Ентро отиват на градския площад и започват да танцуват с жители на селото. През четирите дни на карнавала замъкът е домакин на вечери и маскенбалове и представяне на произведението „Игра на шах“ от Джузепе Джакоза.